# Muzaffargarh
Muzaffargarh es un distrito rural de Pakistán, en el sur de la provincia de Panyab. Tiene una superficie de 8,249 km². Muzaffargarh, su principal ciudad lleva el mismo nombre. Se encuentra en la orilla del río Chenab. 

## Administración
El distrito está dividido administrativamente en los siguientes cuatro tehsils (subdivisiones), que contienen un total de 93 Consejos de Unión:
| Tehsil       | No. de Uniones |
| ------------ | -------------- |
| Alipur       | 14             |
| Jatoi        | 16             |
| Kot Addu     | 28             |
| Muzaffargarh | 35             |
| Total        | 93             |